# Río Irkinéyeva
El río Irkinéyeva (en ruso: Иркинеева) es un río de Rusia que discurre por Siberia en territorio del krai de Krasnoyarsk. EL Irkinéyeva es un afluente del río Angará por la orilla derecha, por lo que es un subafluente del Yeniséi.

## Geografía
La cuenca del Irkinéyeva tiene 13.600 km². Su caudal medio en la desembocadura es de más o menos 60 m³/s.  
El Irkinéyeva nace y discurre por la meseta central siberiana, al norte del curso de este último río, en el área oriental del krai de Krasnoyarsk. El río fluye globalmente en dirección sudoeste, por una región de media montaña cubierta de bosques y poco poblada. Su recorrido sinuoso comporta numerosos meandros y rápidos.
Tras un recorrido de 363 km, el Irkinéyeva confluye con el Angará por su orilla derecha, a la altura de la pequeña localidad de Irkinéyevo.
El Irkinéyeva permanece helado desde finales de octubre o inicios de noviembre hasta principios del mes de mayo.

## Afluentes
- el Tamysh (orilla derecha)
- el Vérjniaya Teria (orilla derecha)

## Hidrometría - Caudal mensual en Bedoba
El caudal del Irkinéyeva ha sido observado durante 49 años (1951-1999) en Bedoba, localidad situada a 82 km de su confluencia con el río Angará.
El caudal interanual medio observado en ese periodo en Bedoba fue de 43,0 m³/s para una superficie de drenaje de 8.950 km², lo que supone un 65% de la cuenca hidrográfica que es de 13.600 km². La lámina de agua vertida en esta superficie alcanza los 152 mm por año, que puede ser considerada como moderada, al menos en el contexto de la cuenca del Yeniséi, caracterizada por unos valores más importantes.
Río alimentado en gran parte por la fusión de las nieves, el Irkinéyeva es un río de régimen nival.
Las crecidas se desarrollan en primavera, en el mes de mayo y un poco en el de junio, lo que corresponde al deshielo y a la fusión de las nieves de su cuenca. En el mes de junio el caudal se hunde rápidamente, confirmándose este descenso en julio. Luego se estabiliza durante el resto del verano y el otoño, aunque en un nivel bastante débil y en ligero decrecimiento. En octubre, el caudal del río baja de nuevo, lo que constituye el inicio del periodo de estiaje, que tiene lugar de noviembre a marzo y coincide con las fuertes heladas que se abaten en invierno en Siberia.
El caudal mensual medio observado en febrero y en marzo (mínimo de estiaje) es de 9,04 m³/s, que es un poco más del caudal medio del mes de mayo, máximo del año, que alcanza los 296 m³/s), lo que muestra la elevada importancia de las variaciones estacionales. En los 49 años del estudio, el caudal mensual mínimo fue de 5,19 m³/s en diciembre de 1970, mientras que el caudal medio mensual se elevó a 637 m³/s en mayo de 1999.
Considerando únicamente el periodo libre de hielos (de mayo a septiembre incluido), el caudal mensual mínimo observado fue de 9,69 m³/s en septiembre de 1973.
Caudal medio mensual (en m³/s) del río Irkinéyeva en la estación hidrométrica de Bedoba
Datos calculados en 49 años